# Дженне

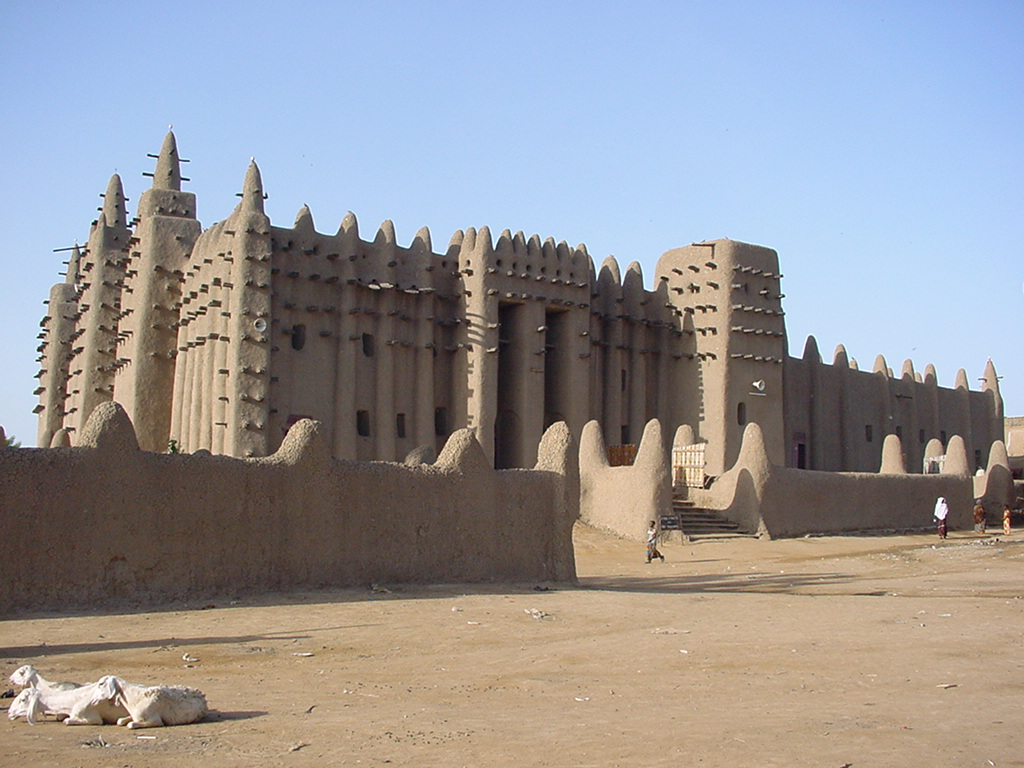
Большая мечеть Дженне

Дженне́ (фр. Djenné) — город и городская коммуна в центральной части Мали. Административно относится к области Мопти.

## География
Дженне — один из древнейших городов в Африке южнее Сахары. Расположен в южной части Внутренней дельты реки Нигер, между реками Нигер и Бани, в 398 км к северо-востоку от Бамако и 76 км к юго-западу от Мопти. Город занимает территорию площадью около 70 га, которая во время сезона дождей становится островом.
Коммуна Дженне имеет площадь 302 км² и включает помимо города Дженне ещё 10 окрестных деревень: Белле, Дьяболо, Гомникубое, Камарага, Кера, Ньяла, Соала, Син, Велингара и Йенледа. Будучи центром коммуны, город Дженне является также административным центром одноимённого округа, который является одним из 8 округов области Мопти.

### Климат
Для Дженне характерен сухой и жаркий климат. Самые жаркие месяцы — апрель и май, когда средние дневные максимумы составляют около 40 °C. Чуть прохладнее, но тоже очень жарко, с июня по сентябрь; только в декабре и январе средние дневные максимумы опускаются ниже 32 °C. С декабря по март с северо-востока, с Сахары, дует сухой и пыльный ветер харматан. Когда этот ветер особенно силен, пыль создаёт в воздухе дымку, которая сильно снижает видимость. Годовая норма осадков составляет около 550 мм; самый дождливый месяц — август.

## История
Дженне возник в XIII веке на торговом пути через Сахару как место обмена товаров (в первую очередь, соли) между суданскими купцами-мусульманами и жителями тропических лесов Гвинеи. С Томбукту он соединялся речным путём, а с Золотым берегом — лесными тропами. Основатель Сонгайской империи Сонни Али взял его после семилетней осады в 1473 году. В его государстве Дженне стал вторым по значению культурным и торговым центром после Томбукту.
С 1670 по 1818 гг. Дженне, утративший своё торговое значение вследствие развития морской торговли, входил в государство Бамбара. В 1818 году им овладел вождь племени фульбе по имени Лоббо, изгнавший из окрестностей всех иноверцев. В 1893 году Дженне перешёл к французам, которые перенесли большую часть торговли в соседний город Мопти.
Историческая часть города была в 1988 году причислена к памятникам Всемирного наследия. Наиболее значительное сооружение города — Большая мечеть, выстроенная из прессованного кирпича в традиционном для этих мест стиле ещё в XIII веке, многократно разрушавшаяся и приобретшая свой нынешний вид в 1907 году.

## Население
Население коммуны Дженне по данным на 2009 год составляет 32 944 человека. Основным языком населения является один из диалектов языка сонгай. Население окрестных деревень также говорит на языках фула, бамбара и др.